# Boecillo
Boecillo – gmina w Hiszpanii, w prowincji Valladolid, w Kastylii i León, o powierzchni 24,12 km². W 2011 roku gmina liczyła 3928 mieszkańców.